# József Törköly
József Törköly (1. ledna 1878 Rimavská Sobota – 14. dubna 1938 Rimavská Sobota) byl československý politik, meziválečný senátor a poslanec Národního shromáždění za Maďarskou národní stranu.

## Biografie
Vystudoval právo v Budapešti. Už před rokem 1918 byl politicky aktivní v Maďarské straně nezávislosti.
Od roku 1920 až do roku 1933 byl předsedou Maďarské národní strany, na jejímž ustavení mezi maďarskou menšinou po vzniku Československa se podílel. Jeho vliv rostl koncem 20. let 20. století, kdy představoval skupinu kritickou vůči československému státu.
V parlamentních volbách v roce 1925 získal senátorské křeslo v Národním shromáždění.Senátorem byl do roku 1929. V parlamentních volbách v roce 1929 byl znovu zvolen do Národního shromáždění, nyní ale do dolní komory jako poslanec. V parlamentních volbách v roce 1935 se vrátil do horní komory a byl zvolen senátorem. Ve funkci setrval do roku 1937, kdy se vzdal mandátu. Nahradil ho Béla Szilassy.
Podle údajů k roku 1930 byl povoláním advokátem v Rimavské Sobotě. Po roce 1937 se stáhl ze zdravotních důvodů z politiky, krátce nato umřel.